# Дом Периньон (песня)
Дом Периньон — сингл украинской рок-группы «Пошлая Молли» и российского хип-хоп исполнителя Элджей, вышедший 17 сентября 2021 года на цифровых площадках. Продюсерами композиции стали Константин Пыжов и Кирилл Тимошенко. Трек записан в стиле хип-хоп и гиперпоп, а в текстах песни прослеживаются пошлые мотивы. Музыкальный клип, вышедший в день релиза сингла, отсылает к американскому фильму «Мальчишник в Вегасе». По сюжету клипа Элджей и Кирилл просыпаются в доме в странном виде после ночной дискотеки. Половина видеоклипа состоит из слайд-шоу с фотографиями их ночной вечеринки.

## Предыстория и особенности композиции
В марте 2018 года Кирилл Бледный дал интервью Дудю, где сказал, что ему не нравится Элджей:
Да, я большой фанат Элджея... нет. Мне не нравится. Это как будто специально целенаправленно взяли всё самое хаваемое и запихнули.
Через два года, на ТНТ Music Кирилл заявил, что он был не прав и теперь хорошо относится к нему.
Последним релизом Пошлой Молли был совместный сингл с Yanix «Из ладони в ладонь», который вышел в июне 2021 года. Трек написан в жанре рэпа, текст песни имеет пошлые намёки и отсылки. В середине 2021 года Элджей расстался с Настей Ивлеевой, написав несколько песен про расставание. В августе того же года он выпустил совместный фит «Она тебя любит».
За неделю до выхода сингла в Инстаграме Кирилла был анонсирован новый релиз с Элджеем. 17 сентября 2021 года сингл вышел на цифровые площадки. Трек был назван в честь марки шампанского премиум-класса Dom Pérignon (рус. Дом Периньон). Первое время трек был ошибочно назван «Дон Периньон» в Apple Music, но позже это исправили. В тексте песни прослеживаются пошлые мотивы, как и в прошлом релизе (Ты поебушка, поебу тебе мозги), а также имеет отсылку на прошлый трек Пошлой Молли — Стрип клаб (На твоей киске стригут газон/Да ты MP3’шка, и ты стоишь миллион). Сингл продюсировали гитарист группы Константин Пыжов и вокалист Кирилл Бледный. Трек написан в жанре клубного хип-хопа, рока и гиперпопа. Тональность песни — ре-бемоль мажор, ритм — 125 BPM.

## Музыкальное видео
Музыкальный клип на песню вышел в день релиза. В клипе Элджей и Кирилл просыпаются в доме в странном виде после ночной дискотеки. Они обнаруживают, что их лица подверглись пластической операции (губы стали больше, а скулы острее), а позже они находят и просматривают вчерашние фотографии с дискотеки. Половина клипа состоит из слайд-шоу с теми фотографиями. Сюжет отсылает на американский кинофильм 2009 года «Мальчишник в Вегасе» — а именно на конец фильма. Видео срежиссировал Никита Квасников, который ранее сотрудничал с Пошлой Молли в клипах «ЛОЛ», «Мишка» и «Контракт». 
Все было по-настоящему, мы убрались напрочь, а потом устроили оргию всей командой. У нас было по две или три клинических смерти за первый съемочный день, точно не помню, для меня это рутина. А в остальном все было очень даже мило. — Кирилл Бледный для GQ Russia.
Ход с пластической операцией вызвал негодование у зрителей клипа. Элджея и Кирилла обвинили в копировании образа музыканта The Weeknd из клипа Save Your Tears. В этом клипе лицо The Weeknd изменилось под воздействием пластических операций, как и в «Дом Периньон».

## Длительность
Данные взяты со стриминг-сервиса Apple Music.
| №                   | Название                               | Автор(ы)                         | Продюсеры                          | Длительность |
| ------------------- | -------------------------------------- | -------------------------------- | ---------------------------------- | ------------ |
| 1.                  | «Дом Периньон» (Пошлая Молли и Элджей) | Кирилл Тимошенко, Алексей Узенюк | Константин Пыжов, Кирилл Тимошенко | 2:54         |
| Общая длительность: | Общая длительность:                    | Общая длительность:              | Общая длительность:                | 2:54         |

## Участники записи и видеоклипа

### Участники записи трека[17]
- Кирилл Тимошенко — автор песни, продюсер
- Константин Пыжов — продюсер
- Алексей Узенюк (Элджей) — автор песни.

### Съемочная группа[18]
- Автор идеи: Кирилл Бледный
- Сценарий: Кирилл Бледный, Никита Квасников
- Режиссёр-постановщик: Никита Квасников
- Оператор-постановщик: Айдар Шарипов
- Продюсеры: Яна Садовникова, Ира Строева
- Фотографы: Никита Квасников, Айдар Шарипов
- Стилист: Валерия Никольская
- Монтаж: Никита Квасников, Жора Вирабян

## Чарты
| Чарт                                     | Высшая позиция |
| ---------------------------------------- | -------------- |
| Top Ukraine YouTube Hits (Tophit)        | 31             |
| Top YouTube New Hits (Tophit)            | 41             |
| Top YouTube Russian Hits (Tophit)        | 11             |
| Top Ukraine YouTube New Hits (Tophit)    | 27             |
| Top YouTube New Russian Hits (Tophit)    | 9              |
| Apple Music Россия (Intermedia)          | 8              |
| Apple Music Москва (Intermedia)          | 7              |
| Apple Music Санкт-Петербург (Intermedia) | 4              |
| BOOM (Intermedia)                        | 14             |